# Pantelimon de Jos
Pantelimon de Jos – wieś w Rumunii, w okręgu Konstanca, w gminie Pantelimon. W 2011 roku liczyła 232 mieszkańców.